# Epson
Seiko Epson Corporation (Seikō Epuson Kabushiki-gaisha), sau Epson, este un concern japonez mare producător de imprimante inkjet, imprimante matriceale, imprimante laser, POS-uri, case de marcat, scanere, videoproiectoare, ecrane LCD și OLED, cipuri și circuite integrate, dispozitive cu cuarț, semiconductori, roboți industriali și echipamente de precizie. Compania a fost cunoscută inițial ca producător de ceasuri marka Seiko, astăzi portofoliul de produse și tehnologii fiind mult diversificat. Cu sediul central în prefectura Nagano, Japonia, Seiko Epson este un grup de 107 companii din întreaga lume, cu un personal format din 93.279 de salariați.

## Istoria companiei
Istoria companiei Epson se întinde pe mai bine de 100 de ani și începe în 1881, când familia Hattori (fondatoarea grupului Seiko) înființează compania K. Hattori & Company care avea ca obiect de activitate comercializarea ceasurilor. În 1942, familia Hattori investește în compania Daiwa Kogyo, Ltd., fondată de Hisao Yamazuki în Suwa, prefectura Nagano. În scurt timp, compania își începe activitatea ca producător de ceasuri și componente de precizie pentru ceasuri cu o echipă de 22 de angajați. În 1943, compania recent înființată se asociază cu societatea Daini Seikosha pentru a confecționa ceasuri Seiko la fabrica din Suwa, care fuzionează, în 1959, cu Daiwa Kogyo, formând firma Suwa Seikosha Co., Ltd., care concepe și dezvoltă mai multe tehnologii de măsurare a timpului. Aici a fost conceput primul cronometru portabil cu cuarț (Seiko QC-951) în 1963, primul ceas de mână cu cuarț (Seiko Quartz Astron 35SQ), în 1969, precum și primul ceas automatic cu cuarț (Seiko auto-quartz) în 1988. Seiko Epson continuă să producă ceasuri și astăzi prin intermediul companiei Seiko Watch Corporation, care face parte din grupul Seiko Holdings Corporation.
În 1961 a fost înființată compania Shinshu Seiki Co., Ltd., subsidiară a companiei Suwa Seikosha, care producea componente de precizie pentru ceasurile Seiko. Mai târziu Shinshu Seiki va produce prima imprimantă electronică din lume. Când grupul Seiko a fost selectat pentru cronometrarea competițiilor sportive de la Jocurile Olimpice din Tokio, în 1964, companiei Shinshu Seiki i-a revenit sarcina de a dezvolta un cronometru care trebuia, pe lângă contorizare, să listeze timpii obținuți de sportivi. Astfel a început procesul de dezvoltare a unei imprimante electronice. În 1968, Shinshu Seiki lansa prima imprimantă de dimensiuni reduse EP-101 de aproximativ 2,2 kilograme. Inițialele EP reprezintă abrevierea denumirii echipamentului, electronic printer (imprimantă electronică), inclus ulterior în numeroase sisteme de calcul. Următoarea generație de imprimante lansată de Shinshu Seiki fixează și numele viitoarei corporații Epson: dezvoltat după EP-101, noul model era recunoscut drept “Son of EP-101” (fiul lui EP-101) care a devenit mai simplu “Son of EP” (fiul lui EP) și, ulterior, “Epson”. Din 1975 noul nume al companiei rămâne Epson (fiul imprimantei electronice).
În același an, se înființa compania Epson America Inc., pentru desfacerea pe piața americană a produselor fabricate de Shinshu Seiki Co. Compania Shinshu Seiki nu adoptă oficial numele Epson Corporation decât în luna iulie 1982, când lansează primul computer portabil (notebook) din lume, modelul HX-20. Cu o masă de 1,6 kg, modelul Epson HX-20 era prevăzut cu o tastatură completă, un ecran LCD, o imprimantă matriceală, un dispozitiv de stocare, două procesoare Hitachi 6301 care rulau la 0,614 Mhz, 16 KB RAM (cu posibilitatea extinderii până la 32 KB), un port serial RS232, baterii reîncărcabile integrate, toate într-o carcasă compactă de dimensiunile unei coli A4. Sistemul dispunea de sistemul de operare Microsoft BASIC încărcat în memoria ROM. Un an mai târziu, în 1983, Epson lansează și primul televizor color cu ecran LCD din lume. 
În noiembrie 1985, compania Suwa Seikosha Co., Ltd. fuzionează cu Epson Corporation pentru a forma Seiko Epson Corporation. Compania este listată la prima secțiune a Bursei de Valori din Tokio în 2003 și este condusă în continuare de familia Hattori.

## Repere cheie
- Mai 1942 – se înființează Daiwa Kogyo Ltd. (predecesoarea companiei Seiko Epson Corporation)
- Mai 1959 – Daiwa Kogyo și fabrica din Suwa a societății Daini Seikosha Co., Ltd. (acum Seiko Instruments) fuzionează sub numele Suwa Seikosha Co., Ltd.
- Decembrie 1961 – se înființează Shinshu Seiki Co., Ltd. (numele a fost schimbat în Epson Corporation în 1982)
- Octombrie 1964 – Grupul Seiko este ales ca partener pentru cronometrarea oficială a Jocurilor Olimpice din Tokio. În cadrul evenimentului au jucat un rol important instrumentele de înregistrare și consemnare a timpilor obținuți de sportivi în competiții ceasul de masă cu cuarț, cronometrul cu cristal QC-951 și imprimanta electronică.
- Septembrie 1968 – este lansată prima imprimantă electronică compactă din lume EP-101
- Decembrie 1969 – este lansat primul ceas analog cu cuarț din lume (Seiko Quartz Astron 35SQ)
- Aprilie 1975 – se înființează Epson America, Inc., prima companie subsidiară de peste ocean
- Iunie 1975 – se stabilește brandul Epson
- Noiembrie 1985 – Suwa Seikosha Co., Ltd. și Epson Corporation fuzionează pentru a forma Seiko Epson Corporation
- Ianuarie 1990 – se înființează subsidiara Epson pentru Europa, Epson Europe B.V. cu sediul în Amsterdam, Olanda
- Octombrie 1992 – Epson primește distincția Stratospheric Ozone Protection Award din partea Agenției Americane de Protecție a Mediului
- Aprilie 1994 – toate fabricile Epson din Japonia obțin certificarea ISO 9000 pentru managementul calității
- Februarie 1998 – Grupul Seiko este selectat pentru cronometrarea Jocurilor Olimpice de Iarnă din Nagano
- Mai 2001 – toate cele 68 de sedii din lume obțin certificarea ISO 14001 pentru sistemul de management orientat către protecția mediului
- Iunie 2002 – Epson primește distincția Corporate Innovation Recognition Award din partea Institutului de Inginerie Electrică și Electronică (IEEE)
- Iunie 2003 – Epson este listată la Prima Secțiune a Bursei de Valori Tokyo
- Octombrie 2004 – se înființează Sanyo Epson Imaging Devices Corp. (acum Epson Imaging Devices Corp.)
- Noiembrie 2004 – primul ceas de mână cu cuarț inventat de Epson, Seiko Quartz Astron 35SQ, obține distincția IEEE Milestone Award
- Aprilie 2005 – este adoptat sloganul global “Exceed Your Vision”
- Octombrie 2005 – se înființează compania Epson Toyocom Corporation formată prin alăturarea diviziei quartz din cadrul Seiko Epson Corporation și companiei Toyo Communication Equipment Co., Ltd. Compania produce dispozitive de timp, senzori, și dispozitive optoelectronice
- Decembrie 2006 – pachetul majoritar de acțiuni ale companiei Sanyo Epson Imaging Devices Corp. este preluat iar numele companiei este schimbat în Epson Imaging Devices Corp.

## Segmente operaționale
Epson își desfășoară operațiunile în lume la nivelul a trei segmente de produse. Cel mai mare segment din punctul de vedere al vânzărilor este cel al echipamentelor care procesează informații – imprimante (inclusiv matriceale și echipamente de mari dimensiuni), scanere, POS, proiectoare, monitoare LCD, computere personale (64% din totalul vânzărilor). Urmează segmentul dispozitivelor electronice, format din LCD-uri de dimensiuni mici și medii, paneluri HTPS-TFT pentru proiectoare, oscilatoare de cristal, dispozitive optice, CMOS SLI (28% din totalul vânzărilor) și segmentul dispozitivelor de precizie – ceasornice, lentile corective, roboți industriali, echipament industrial inkjet (5,9% din totalul vânzărilor).

## Piețele pe care evoluează compania
Grupul Seiko Epson este format, potrivit raportului din 30 septembrie 2008, din 107 companii, dintre care 26 în Japonia și 81 în celelalte regiuni din lume. Potrivit raportului privind anul fiscal 2007, Japonia este cea mai mare piață din punctul de vedere al vânzărilor înregistrate. La nivel mondial, vânzările nete raportate de grupul Epson au avut următoarea distribuție pe regiuni: Japonia – 31,8%; cele două Americi – 20,4%, Europa 25,5%, Asia/Oceania – 22,3%.

### Epson Europa
Epson a fost prezent în Europa de la înființarea în 1978 a primelor două companii de vânzări din Regatul Unit al Marii Britanii și Germania. De atunci, rețeaua europeană Epson a continuat să își extindă vânzările în toată regiunea, adică în Europa, Orientul Mijlociu, Rusia și Africa. Epson Europa BV a fost înființată în 1990 la Amsterdam pentru a aborda situațiile speciale și diversitatea piețelor europene. „Epson Europa se ocupă de nevoia de gestionare eficientă a operațiilor în atmosfera de schimbări rapide din cadrul industriei electronice și a informațiilor de înaltă tehnologie, în care concurența este intensă.”

### Epson România
Compania Epson este prezentă pe piața din România, prin intermediul partenerilor de distribuție, din 1993 și a deschis un birou propriu în toamna anului 2006. În prezent, partenerii Epson în zona de distribuție sunt MB Distribution, Despec Romania și Agis Computer. Spre deosebire zona internațională, unde Epson activează și în industria echipamentelor electronice (LCD-uri, paneluri HTPS-TFT, dispozitive optice etc.) și a dispozitivelor de precizie (ceasuri, roboți industriali, lentile corective), în România își desfășoară operațiunile numai la nivelul segmentului echipamentelor de procesare de informații. Echipamentele alocate acestui segment sunt echipamentele de imprimare (imprimante cu jet de cerneală pentru uz general, imprimante fotografice cu jet de cerneală, multifuncționale (simple sau foto) cu jet de cerneală, imprimante și multifuncționale laser, imprimante matriceale, imprimante cu jet de cerneală de mari dimensiuni); videoproiectoarele (pentru mediul de afaceri, educaționale și home-cinema); scanerele (pentru uz general și profesionale); echipamente POS (Point Of Sale – case de marcat, multifuncționale POS etc).

## Tehnologii proprii

### Micro Piezo
Epson a dezvoltat tehnologia de printare Micro Piezo ca alternativă la tehnologia tradițională Bubble Jet pentru listarea cu cerneală. Diferențele rezidă în metoda de imprimare a cernelurilor pe suprafața de printare. 
În cazul tehnologiei Bubble Jet, fiecare duză a capului de printare are un element de încălzire. Sub influența unui impuls electric, acesta se încălzește și provoacă un fenomen de “fierbere” a cernelii din canal. Ca urmare a acestui fenomen se formează o bulă de aer. Bula se extinde și provoaca eliminarea unei picături de cerneală. După aceea, elementul de încălzire se răcește, iar bula de aer se reabsoarbe. Mai departe se formează o zonă de vacuum care absoarbe în continuare cerneala din cartuș. În cazul tehnologiei Micro Piezo, duzele de cerneală sunt prevăzute cu un cristal Piezo. Sub influența unui impuls electric cristalul piezo se deformează, creând astfel presiunea necesară împingerii unei picături de cerneală prin duza capului de printare. În funcție de voltajul impulsului electric, picăturile de cerneală au mărimi diferite, putând ajunge până la 1,5 picolitri. In același timp – la revenirea în forma inițială, cristalul piezo creează o presiune absorbantă care atrage în interiorul duzei resturile posibile de cerneală. Astfel, cerneala nu se mai usucă pe capul de printare.

### 3LCD
Istoria tehnologiei de proiecție 3LCD începe odată cu lansarea, în 1973, a primului ceas digital cu cuarț care indica ora pe un ecran LCD. În 1982, Epson lansează primul ceas cu televizor (DXA002) iar în 1984 primul televizor LCD (ET-10). În 1989, Epson dezvoltă primul primul ecran HTPS LCD ultra-subțire din lume iar în 1989 primul proiector care folosește paneluri LCD.
Tehnologia 3LCD foloseste trei panouri LCD individuale pentru a produce imaginea, încât nu mai apar probleme legate de dispersia luminii. În interiorul proiectorului, o sursă de lumină proiectează lumina albă printr-o serie de oglinzi care o separă în trei culori de bază: roșu, verde și albastru. Fiecare lumină este, mai departe, receptată de unul din cele trei panouri LCD care formează o prismă. Fiecare panou formează câte o imagine sub influența impulsului electric primit. Cele trei imagini formate de panourile LCD se combină în interiorul prismei pentru a forma o imagine completă în milioane de culori. În urma acestui proces, imagine completă trece printr-o lentilă și este proiectată pe un ecran. În cazul unui singur LCD, exista posibilitatea de a se forma efectul de curcubeu, care deformează subiectul proiecției. Panourile LCD asigură un contrast mare și nuanțe accentuate de negru.
Printre producătorii de proiectoare 3LCD de la nivel mondial se numără: 3M, ACTO, ASK Proxima, AVIO, Barco, BenQ, Boxlight, Canon, Christie, Digital Galaxy, Dukane, EIKI, Elmo, eLux, Epson, Everest, Fujitsu, Hitachi, InFocus, Liesegang, Megapower, Microtek, Mitsubishi, NEC, Panasonic, Planar, Proxima, Sahara, Sanyo, Sharp, Sony, Toshiba, ViewSonic.

## Competitori
Printre principalii competitori ai companiei Epson pe piața de imprimante și proiectoare de la nivel mondial se numără: Hewlett Packard, Canon, Sharp, Lexmark, Samsung, Brother, Xerox, BenQ, Acer, Panasonic, Konica Minolta, Sony, Toshiba, Kyocera.